# Cuvântare
Cuvântare este o operă literară în trei acte scrisă de Ion Luca Caragiale. 